# エリック・ヤング (投手)
エリック・デバリ・ヤング（Eric DeBari Junge , 1977年1月5日 - ）は、アメリカ合衆国ニューヨーク州出身の元プロ野球選手（投手）。台湾球界での登録名は、艾力克。

## 来歴・人物
1999年のMLBドラフト11巡目（全体344位）でロサンゼルス・ドジャースから指名されて契約。メジャー昇格がないまま2001年11月9日にオマー・ダールとの交換トレードで、他のマイナー1選手とともにフィラデルフィア・フィリーズに移籍。2002年9月11日の対フロリダ・マーリンズ戦（ベテランズ・スタジアム）でメジャーデビューを果たす。
しかし、その後は振るわずニューヨーク・メッツとサンディエゴ・パドレスの傘下マイナーリーグ、アメリカ独立リーグのブリッジポート・ブルーフィッシュを経て、2007年はニューヨーク・ヤンキースの傘下マイナーリーグに所属。
2007年シーズン終了後、横浜ベイスターズの秋季キャンプにテスト生として参加するが不合格となった。
翌2008年、日本プロ野球（NPB）のオリックス・バファローズの春季キャンプでの入団テストに合格し、契約。テスト期間中、北京オリンピック野球日本代表の投手コーチとしてキャンプに視察に訪れていた大野豊はヤングを「デイビー以上。契約しないということはないでしょう」と絶賛していた。
開幕は二軍だったが、4月15日に出場登録され、その日の試合でNPB初登板を果たした。しかし敗戦処理でも打ち込まれる試合が多く、5月26日に登録抹消。その後は二軍暮らしとなり、10月3日に戦力外通告を受けた。一軍で打たれた2本の被本塁打は、いずれもロッテの今江敏晃に打たれたものだった。シーズン終了後11月に韓国プロ野球（KBO）・斗山ベアーズの秋季キャンプに参加したが、入団には至らなかった。
2009年は、シーズン当初はアメリカ独立リーグ・アトランティックリーグのランカスター・バーンストーマーズでプレーしていた。7月10日に、期待通りの活躍ができなかったビクトル・ディアスの代役としてKBOのハンファ・イーグルスと契約し、先発として起用されたが1勝にとどまり、最下位を独走していたハンファの救世主とはならず、この年限りで退団となった。
2010年も、シーズン当初はランカスターでプレーしていた。4月に台湾・中華職業棒球大聯盟（CPBL）の興農ブルズと契約したが、5月27日に退団し、6月にロサンゼルス・エンゼルス・オブ・アナハイムとマイナー契約した。2011年も引き続き在籍。
2012年は、アトランタ・ブレーブスのマイナーでプレーした。
2013年1月に現役を引退し、サンディエゴ・パドレスのスカウトに就任した。その後はマイナー巡回のピッチングコーディネーター、ピッチングインストラクターを歴任。
2021年8月18日、成績不振で辞任した前監督の後任として、パドレス傘下AAA級エルパソ・チワワズの暫定監督に就任した。

## プレースタイル
最速150km/hの速球とスライダーが持ち味だが、それ以外に実践的な球種が少なかった。また、制球力も良い方ではなかった。

## 詳細情報

### 年度別投手成績
| 年 度     | 球 団      | 登 板 | 先 発 | 完 投 | 完 封 | 無 四 球 | 勝 利 | 敗 戦 | セ 丨 ブ | ホ 丨 ル ド | 勝 率 | 打 者 | 投 球 回 | 被 安 打 | 被 本 塁 打 | 与 四 球 | 敬 遠 | 与 死 球 | 奪 三 振 | 暴 投 | ボ 丨 ク | 失 点 | 自 責 点 | 防 御 率 | W H I P |
| --------- | ---------- | ----- | ----- | ----- | ----- | -------- | ----- | ----- | -------- | ----------- | ----- | ----- | -------- | -------- | ----------- | -------- | ----- | -------- | -------- | ----- | -------- | ----- | -------- | -------- | ------- |
| 2002      | PHI        | 4     | 1     | 0     | 0     | 0        | 2     | 0     | 0        | 0           | 1.000 | 56    | 12.2     | 14       | 0           | 5        | 0     | 0        | 11       | 0     | 0        | 3     | 2        | 1.42     | 1.50    |
| 2003      | PHI        | 6     | 0     | 0     | 0     | 0        | 0     | 0     | 0        | 0           | ----  | 28    | 7.2      | 5        | 1           | 1        | 0     | 0        | 5        | 0     | 0        | 3     | 3        | 3.52     | 0.78    |
| 2008      | オリックス | 11    | 0     | 0     | 0     | 0        | 0     | 1     | 0        | 0           | .000  | 50    | 10.1     | 16       | 2           | 5        | 1     | 0        | 14       | 0     | 0        | 8     | 8        | 6.97     | 2.03    |
| 2009      | ハンファ   | 12    | 11    | 0     | 0     | 0        | 1     | 7     | 0        | 0           | .125  | 290   | 61.1     | 81       | 13          | 27       | 2     | 4        | 56       | 2     | 0        | 49    | 48       | 7.04     | 1.76    |
| 2010      | 興農       | 3     | 3     | 0     | 0     | 0        | 0     | 2     | 0        | 0           | .000  | 45    | 8.2      | 14       | 1           | 3        | 0     | 2        | 5        | 0     | 0        | 9     | 9        | 9.35     | 1.96    |
| MLB：2年  | MLB：2年   | 10    | 1     | 0     | 0     | 0        | 2     | 0     | 0        | 0           | 1.000 | 84    | 20.1     | 19       | 1           | 6        | 0     | 0        | 16       | 0     | 0        | 6     | 5        | 2.21     | 1.23    |
| NPB：1年  | NPB：1年   | 11    | 0     | 0     | 0     | 0        | 0     | 1     | 0        | 0           | .000  | 50    | 10.1     | 16       | 2           | 5        | 1     | 0        | 14       | 0     | 0        | 8     | 8        | 6.97     | 2.03    |
| KBO：1年  | KBO：1年   | 12    | 11    | 0     | 0     | 0        | 1     | 7     | 0        | 0           | .125  | 290   | 61.1     | 81       | 13          | 27       | 2     | 4        | 56       | 2     | 0        | 49    | 48       | 7.04     | 1.76    |
| CPBL：1年 | CPBL：1年  | 3     | 3     | 0     | 0     | 0        | 0     | 2     | 0        | 0           | .000  | 45    | 8.2      | 14       | 1           | 3        | 0     | 2        | 5        | 0     | 0        | 9     | 9        | 9.35     | 1.96    |

### 記録
NPB
- 初登板：2008年4月15日、対福岡ソフトバンクホークス4回戦（京セラドーム大阪）、8回表2死に4番手で救援登板・完了、1回1/3を1失点
- 初奪三振：同上、8回表に仲澤忠厚から空振り三振

### 背番号
- 28 （2002年 - 2003年）
- 91 （2008年）
- 27 （2009年途中 - 同年終了）
- 70 （2010年 - 同年途中）